# 胡皇后 (北齐后主)
胡皇后（？—？），安定郡临泾县人，北齐后主高纬的皇后。胡太后的侄女，陇东王胡长仁之女，胡君璧的妹妹。胡太后与和尚昙献通奸，失母仪之道，深以为愧，欲求悦于后主，便将侄女打扮好留在宫中，让后主高纬见到他。高纬果然喜悦，立胡氏为弘德夫人，不久进左昭仪，大为宠爱。斛律皇后被废，高纬的乳母陆令萱欲以穆夫人取代斛律皇后，太后不许。祖珽请立胡昭仪，胡昭仪遂立刻被立为皇后。陆令萱意在穆夫人，便在太后面前假装大怒道：“哪有这样的亲侄女，说这样的话！”太后问胡皇后有何言。陆令萱说：“叫您宮中女人不要學您又臣有難言之隱不能说。”太后再三问之，陆令萱才说：“皇后对陛下说，太后行为大多违背礼法，不足为训。”太后大怒，叫出皇后，立刻逼她剃渡出家的头发，令她还家。高纬思念她，常常致诗送物以致意。鄴城被攻克之前，胡皇后与斛律皇后都被召入大内。数日后，鄴城不守，胡皇后在北齐灭亡后，也改嫁了别人。
| 前任： 斛律皇后 | 北齐皇后 572年 | 繼任： 穆皇后 |

## 延伸阅读
[在维基数据编辑]
 《北史·卷014》，出自李延壽《北史》